# Stephen Milne (pływak)
Stephen Alistair Milne (ur. 29 kwietnia 1994 w Inverness) – szkocki pływak specjalizujący się w stylu dowolnym, wicemistrz olimpijski, mistrz świata i Europy w sztafecie 4 × 200 m stylem dowolnym.

## Kariera pływacka
Reprezentując Szkocję na Igrzyskach Wspólnoty Narodów w Glasgow w 2014 roku zdobył srebrny medal w sztafecie kraulowej 4 × 200 m. Na dystansie 1500 m stylem dowolnym z czasem 15:04,90 min był piąty, a w konkurencji 400 m kraulem uplasował się na ósmym miejscu, uzyskując w finale czas 3:49,90.
W 2015 roku podczas mistrzostw świata w Kazaniu na dystansie 1500 m stylem dowolnym z czasem 14:58,62 min zajął piąte miejsce. W konkurencji 800 m kraulem był siódmy, uzyskując w finale czas 7:49,86 min.
Milne na igrzyskach olimpijskich w Rio de Janeiro wraz z Duncanem Scottem, Danielem Wallace’em i Jamesem Guyem wywalczył srebrny medal w sztafecie 4 × 200 m stylem dowolnym. Indywidualnie startował na dystansie 400 i 1500 m stylem dowolnym, ale w żadnej z tych konkurencji nie udało mu się awansować do finału. Na 1500 m kraulem był dziesiąty (14:57,23), a na 400 m stylem dowolnym z czasem 3:46,00 zajął 13. miejsce
Podczas mistrzostw świata w Budapeszcie w 2017 roku zdobył złoty medal w sztafecie 4 × 200 m stylem dowolnym. Na dystansie 400 m kraulem uzyskał czas 3:48,64 i zajął 15. miejsce.